# Джаватхан Даргоевский
Джаватха́н Дарго́евский (чечен. Джовтха; прим. 1800, Дарго, Ичкерия – 1842, там же) — чеченский полководец XIX века, наиб и мудир Северо-Кавказского имамата, участник Кавказской войны (1817—1859).

## Биография
Уроженец села Дарго (ныне в Веденском районе Чеченской Республики). По происхождению — чеченец из общества Нохчмахкахой. С 1840 года наиб Большой Чечни, а также некоторое время наиб Шатоя. 6 июня 1840 года возглавил разгром царских войск под Назранью, чем вызвал восстание ингушей. В октябре 1840 года участвовал в походе на Аваристан с восточного фланга. Умер от ран, полученных в Ичкеринском сражении — летом 1842 года.